# 48640 Eziobosso
48640 Eziobosso este o planetă minoră (asteroid), cu un diametru de 2,168 km, din centura de asteroizi. A fost descoperită pe 17 octombrie 1995 la Sormano de Piero Sicoli⁠(d) și a fost numită după Ezio Bosso. 
Obiectul prezintă o orbită caracterizată de o semiaxă mare de 2,2916640310484 UAi, o excentricitate de 0,11, o înclinație de 3,4 ° în raport cu ecliptica.